# Christian Djeffal

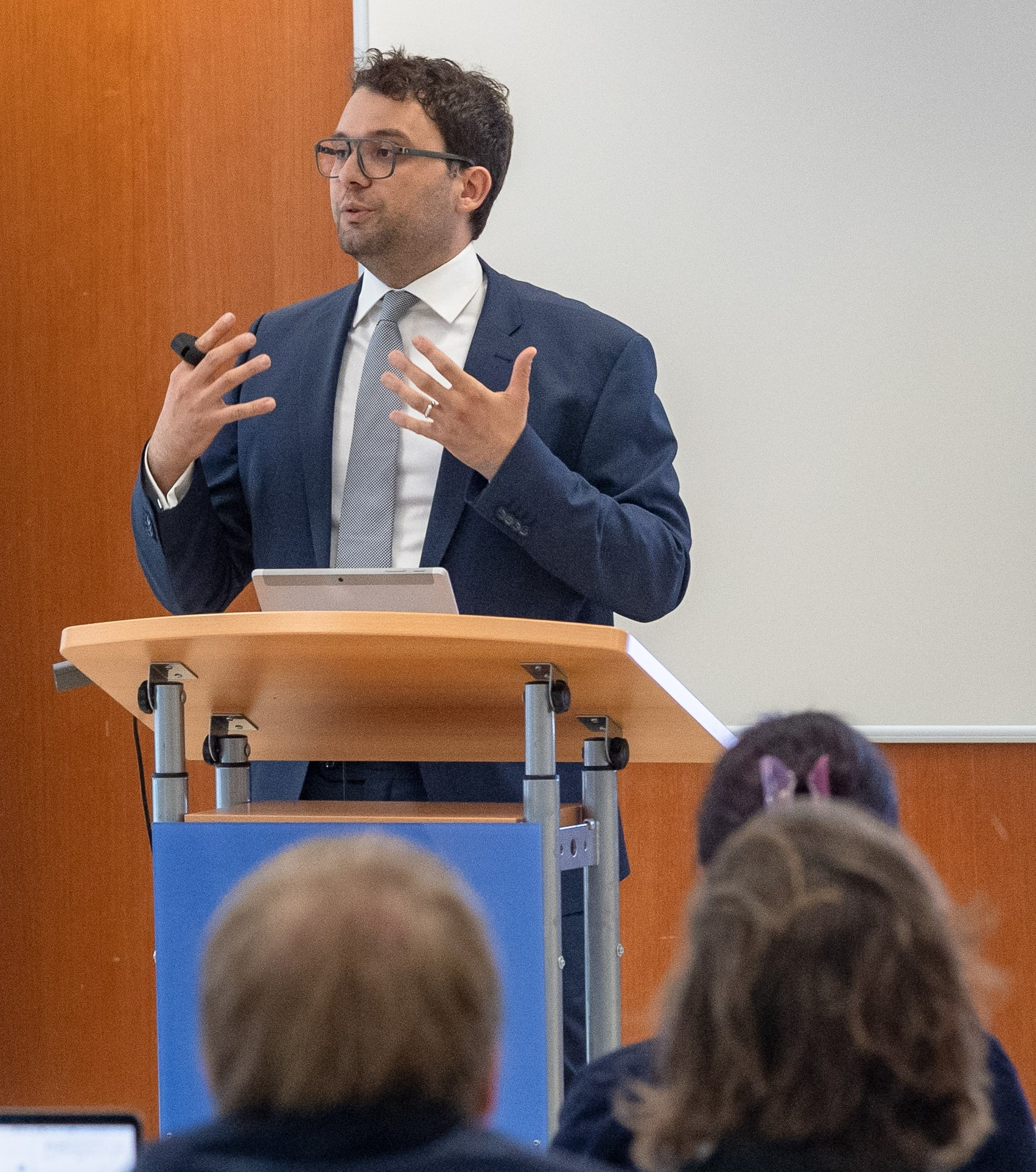
Prof. Dr. Christian Djeffal

Christian Djeffal ist ein deutscher Rechtswissenschaftler und Professor für Recht, Wissenschaft und Technologie an der Technischen Universität München.

## Leben
Christian Djeffal studierte ab 2003 an der Ludwig-Maximilians-Universität München und am University College London Rechtswissenschaften. Auf sein Erstes Juristisches Staatsexamen 2009 in München folgte 2016 seine Promotion an der Humboldt-Universität zu Berlin zum Thema „Static and Evolutive Treaty Interpretation: A Functional Reconstruction“. In diese Zeit fielen Forschungsaufenthalte u. a. am Amsterdam Center for International Law der Universität Amsterdam, am Lauterpacht Centre for International Law der Universität Cambridge und am Max-Planck-Institut für ausländisches öffentliches Recht und Völkerrecht in Heidelberg. Danach war er Rechtsreferendar am Oberlandesgericht Frankfurt und legte 2016 sein zweites Staatsexamen ab.
Ab 2016 war Christian Djeffal Koordinator des  Forschungsbereichs Globaler Konstitutionalismus und das Internet am Alexander von Humboldt Institut für Internet und Gesellschaft. Seit 2018 ist Christian Djeffal zusätzlich Gastwissenschaftler am Center for Information Technology, Society, and Law (ITSL) der Universität Zürich. 
Seit 2019 ist Christian Djeffal Professor für Law, Science and Technology an der Technischen Universität München. Am  Munich Center for Technology in Society und an der TUM School of Governance beschäftigt er sich mit dem Verhältnis von Recht und Technologie und arbeitet schwerpunktmäßig zu neuen Technologien wie etwa künstlicher Intelligenz und dem Internet der Dinge. Ebenfalls 2019 wurde er in den Vorstand des  Nationalen E-Government Kompetenzzentrums (NEGZ) gewählt.

## Veröffentlichungen (Auswahl)
- Djeffal, C. (2020), „Artificial Intelligence and Public Governance. Normative Guidelines for Artificial Intelligence in Government and Public Administration“, in Wischmeyer, T. und Rademacher, T. (Hg.), Regulating Artificial Intelligence, Bd. 99, Springer, Wien, Berlin, New York, S. 277–293. DOI:10.1007/978-3-030-32361-5 12.
- Djeffal, C. (2019), „AI, Democracy, and the Law“, in Sudmann, A. (Hg.), The Democratization of Artificial Intelligence: Net Politics in the Era of Learning Algorithms, Digitale Gesellschaft, transcript, Bielefeld, S. 255–284.
- Djeffal, C. (2018), „Künstliche Intelligenz in der öffentlichen Verwaltung“, Berichte des Nationalen E-Government Kompetenzzentrums, Nr. 3, S. 1–32. DOI:10.30418/2626-6032.2018.03.
- Djeffal, C. (2017), „Das Internet der Dinge und die öffentliche Verwaltung. Auf dem Weg zum automatisierten Smart Government?“, Deutsches Verwaltungsblatt, S. 808–816.
- Djeffal, C. (2016), Static and Evolutive Treaty Interpretation: A Functional Reconstruction, Cambridge University Press, Cambridge, ISBN 9781107118317.